# Congrès de Vilnius
La Confédération ou Congrès de Vilnius est une tentative d'union entre les Églises protestantes et les orthodoxes de Pologne-Lituanie en 1599, à la suite d'un précédent congrès à Toruń en 1595 et en réponse à l'Union de Brest (1596) qui scellait l'allégeance à Rome d'une partie de l'Église orthodoxe des actuelles Biélorussie et Ukraine.
"On y conclut non seulement une union religieuse et politique, mais on y posa même la question d'un accord sur la foi qui se serait fait a contrario, en opposition à la foi latine", souligne Georges Florovsky.
Les différences doctrinales furent cependant trop grandes pour pérenniser l'union.